# Powstanie w Bułgarii (1835)
Powstanie w Bułgarii – zryw patriotów bułgarskich pod przywództwem kapitana Georgiego Mamarczewa, mający miejsce w 1835 roku w okręgu tyrnowskim. 
W odpowiedzi na rewoltę Turcy pojmali i stracili przywódców z wyjątkiem Mamarczewa, którego z powodu posiadania obywatelstwa rosyjskiego zesłano do Azji Mniejszej. Powstanie kontynuowali chłopi tyrnowscy pod wodzą Manczo Punina. Wspierani przez Serbię walczyli z szerzącym się bezprawiem oraz o zmniejszenie ciążących na nich podatkach.  Ich słabe uzbrojenie (kosy i zaledwie 150 karabinów) nie stanowiły jednak większego zagrożenia dla Turków, którzy szybko rozgromili powstańców. Po miesiącu powstanie upadło, a jego przywódcy zostali powieszeni.